# Specklinia trifida
Specklinia trifida är en orkidéart som först beskrevs av John Lindley, och fick sitt nu gällande namn av Fábio de Barros. Specklinia trifida ingår i släktet Specklinia och familjen orkidéer. Inga underarter finns listade i Catalogue of Life.

## Bildgalleri

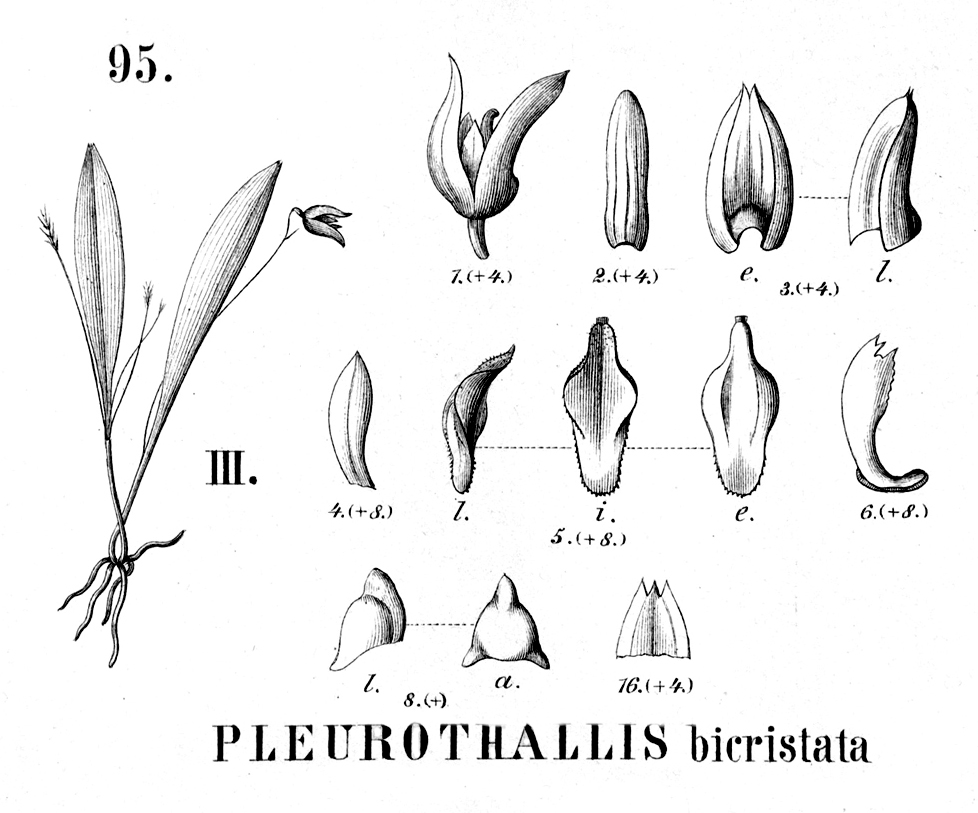